# 白石隼也
白石 隼也（しらいし しゅんや、1990年〈平成2年〉8月3日 - ）は、日本の俳優、タレント。神奈川県藤沢市出身。ホリプロ所属。

## 略歴
2007年、「第20回ジュノン・スーパーボーイ・コンテスト」で準グランプリを受賞。コンテストの最終審査ではリフティングを披露した。
2008年、映画『制服サバイガールII』で俳優デビュー。
2012年9月から2013年9月までに放送された、『仮面ライダーウィザード』にて、主人公の操真晴人 / 仮面ライダーウィザード役を務めた。
2016年2月からNetflixにて配信のドラマ『グッドモーニング・コール』では主人公の上原久志役を演じると共に、同作品のBlu-ray / DVD BOX2に特典映像として収録されたスピンオフドラマ「GMCスピンオフ〜阿部編〜」では自身初の監督、脚本、出演を担当した。
同年10月から12月まで、NHK 大河ドラマ『真田丸』に 木村重成役として、大河ドラマ初出演を果たした。

## 人物
- 趣味・特技はサッカー、スノーボード、サーフィン、フットサル、落語[2]。
- 子供のころから東京ヴェルディのファンで、シーズンチケットを購入している[9][10]。
- 20歳までに神奈川県藤沢市で過ごした[11][12]。
- 尊敬している俳優はジョニー・デップ[13]。
- 作品ごとに気持ちを切り替えることを重視している[14]。主演を務めた『仮面ライダーウィザード』でも仮面ライダーシリーズであることや子供番組であることを特別視せずに1つの作品として取り組んでおり、撮影後には仮面ライダーグッズを実家に送るなどして気持ちの切り替えを行っていたが、他の作品の撮影現場でも『ウィザード』での記憶が蘇ることがあり、自身の中で大きな存在になっていたと述べている[14]。

## 出演
※主演作品は、役名を太字で表記する。

### テレビドラマ
- ごくせん 卒業スペシャル（2009年3月28日、日本テレビ） - 土井隼也 役
- 夏の恋は虹色に輝く 最終話（2010年9月20日、フジテレビ）- メアリー植野と舞台鑑賞に来た男性 役
- Q10（2010年10月16日 - 12月11日、日本テレビ） - 滝礼二 役
- 歌セラ 第8回「BLeeeeN」・第10回「男と女のクリスマスイブ」（2010年12月2日・16日、TBS・TOKYO MX）
- ホンボシ〜心理特捜事件簿〜（2011年1月20日 - 3月10日、テレビ朝日） - 櫻井慎吾 役
- 向田邦子ドラマスペシャル 蛇蝎のごとく（2012年3月14日、テレビ東京）
- 福岡恋愛白書7〜ふたつのLove Story〜 第1話「キミの笑顔にふれたくて」（2012年3月24日、九州朝日放送） - 高橋純 役
- 仮面ライダーシリーズ（テレビ朝日）
  - 仮面ライダーフォーゼ 最終話（2012年8月26日） - 指輪の男 役
  - 仮面ライダーウィザード（2012年9月2日 - 2013年9月29日） - 主演・操真晴人 / 仮面ライダーウィザード 役[6]
- 彼岸島（2013年10月25日 - 12月27日、毎日放送） - 主演・宮本明 役
  - 彼岸島 Love is over（2016年9月19日 - 10月10日、毎日放送）- 主演・宮本明 役
- 私の嫌いな探偵（2014年1月17日 - 3月7日、テレビ朝日） - 戸村流平 役
- 連続テレビ小説 花子とアン 第25 - 26週（2014年9月、NHK） - 小泉晴彦 役
- 連続ドラマW（WOWOW）
  - 贖罪の奏鳴曲（2015年1月24日 - 2月14日） - 古手川和也 役
  - 闇の伴走者〜編集長の条件（2018年3月31日 - 4月28日） - 伊東昇太 役[15]
  - だから殺せなかった（2022年1月9日 - 2月6日） - 宮本勇吾 役
- ランチのアッコちゃん 第1話（2015年5月12日、NHK BSプレミアム） - 洋太郎 役
- こえ恋（2016年7月8日 - 9月9日、テレビ東京） - 吉岡恭士郎 役 [16]
- グッドモーニング・コール（フジテレビ） - 主演・上原久志 役
  - グッドモーニング・コール（2016年10月12日 - 2017年1月11日）[17]
  - グッドモーニング・コール our campus days（2018年4月18日 - 6月27日）[18]
- 大河ドラマ 真田丸 第41 - 49回（2016年10月 - 12月、NHK） - 木村重成 役[19][20]
- 謎解きLIVE（NHK BSプレミアム）- 主演・安芸朔太郎 役
  - CATSと聖夜の殺人者（2016年12月24日）
  - CATSと蘇ったモリアーティ（2017年7月8日）
- シグナル 長期未解決事件捜査班 第5話 - 第7話 （2018年5月8日 - 22日、フジテレビ） - 白石智弘 役
- 福岡発地域ドラマ 福岡美人がゆく!（2019年3月1日、NHK福岡）(2019年4月29日、5月29日、NHK BS4K） - 山田耕助 役[21][22]
- アフロ田中（2019年7月6日 - 9月7日、WOWOW） - 高橋進 役[23]
- ランウェイ24（2019年7月7日 - 9月22日、朝日放送テレビ） - 香月徹也 役[24]
- W県警の悲劇 第6話（2019年9月7日、BSテレ東） - 西窪亮一 役
- ランチ合コン探偵 〜恋とグルメと謎解きと〜  第6話（2020年2月13日、読売テレビ・日本テレビ） - 勝俣剛史 役[25]
- ラストライン 刑事 岩倉剛（2020年6月29日、テレビ東京） - 杉田雅之 役[26]
- 横山秀夫サスペンス（テレビ東京）- 矢代勲 役[27]
  - 沈黙のアリバイ（2020年10月26日）
  - モノクロームの反転（2020年11月9日）
- アクターズ・ショート・フィルム「そそがれ」（2021年1月23日、WOWOW） - 監督・脚本・出演[28]
- レンアイ漫画家（2021年4月8日 - 6月17日、フジテレビ） - 刈部純 役[29]
- どうせもう逃げられない 第2話 - 第3話（2021年9月30日 - 10月7日、MBS） - 粕谷誠一 役
- だれかに話したくなる山本周五郎日替わりドラマ2（NHK BSプレミアム）
  - 牡丹花譜 前編・後編（2022年2月9日・10日） - 常次郎 役
  - 松の花（2022年2月16日） - 格之助 役
  - 酔いどれ次郎八 前編・後編（2022年2月17日・18日） - 主演・次郎八 役
- 婚活探偵 第6話（2022年2月12日、BSテレビ東京） - 瀬田裕也 役
- 家政夫のミタゾノ 第5シリーズ 第3話（2022年5月6日、テレビ朝日） - 小石川翔 役
- 記憶捜査〜新宿東署事件ファイル〜 シリーズ（テレビ東京） - 須藤勇樹 役[30]
  - 記憶捜査スペシャル2〜新宿東署事件ファイル〜（2022年6月20日）
  - 記憶捜査3〜新宿東署事件ファイル〜（2022年11月4日 - 12月16日）[31]
  - 記憶捜査SP3 新宿東署事件ファイル（2025年3月10日〈予定〉）[32]
- ながたんと青と-いちかの料理帖-（2023年3月24日 - 5月26日、WOWOW） - 山口縁 役[33]
- かしましめし 第2話（2023年4月17日、テレビ東京） - 志村大貴 役[34]
- 勝利の法廷式 第2話（2023年4月20日、読売テレビ・日本テレビ） - 池上大輔 役[35]
- ペンディングトレイン-8時23分、明日 君と（2023年4月21日 - 6月23日、TBS） - 村木一太 役[36]
- テイオーの長い休日（2023年6月3日 - 7月29日 、東海テレビ・フジテレビ） - 伊集院大樹 役[37]
- 蜜と毒（2024年1月11日 - 3月21日、BSテレビ東京） - 主演・小坂亮平 役（入来茉里とW主演）[38][39]
- 恋をするなら二度目が上等（2024年3月6日 - 4月10日、MBS・TBS） - 椙本恭介 役[40]
- ビリオン×スクール 第10話（2024年9月6日、フジテレビ） - 桂木恵太 役[41]
- 大川と小川の休日捜査（2024年9月30日、テレビ東京） - 奥村正樹 役[42]
- ホットスポット（2025年1月12日 - 3月16日、日本テレビ） - 小野寺充 役[43]

### 映画
- 制服サバイガールII（2008年12月6日公開） - 藍田勇平 役
- ごくせん THE MOVIE（2009年7月11日公開） - 土井隼也 役
- 学校裏サイト（2009年7月25日公開） - 等々力健司 役
- 大洗にも星はふるなり（2009年11月7日公開） - 林 役
- 海の金魚（2010年4月10日公開） - 寺島マサル 役
- GANTZ（2011年1月29日公開） - 桜井弘斗 役
  - GANTZ PERFECT ANSWER（2011年4月23日公開） - 桜井弘斗 役
- 忍たま乱太郎（2011年7月23日公開） - 小松田秀作 役
- スノーフレーク（2011年8月6日公開） - 田村亨 役[44]
- カイジ2 人生奪回ゲーム（2011年11月5日公開） - 三好智広 役
- シグナル〜月曜日のルカ〜（2012年6月9日公開） - 宮瀬春人 役[45]
- 仮面ライダーシリーズ
  - 仮面ライダーフォーゼ THE MOVIE みんなで宇宙キターッ!（2012年8月4日公開） - 仮面ライダーウィザードの声 役　※特別出演
  - 仮面ライダー×仮面ライダー ウィザード&フォーゼ MOVIE大戦アルティメイタム（2012年12月8日公開） - 主演・操真晴人 / 仮面ライダーウィザード 役（福士蒼汰とW主演）
  - 仮面ライダー×スーパー戦隊×宇宙刑事 スーパーヒーロー大戦Z（2013年4月27日公開） - 操真晴人 / 仮面ライダーウィザード 役
  - 劇場版 仮面ライダーウィザード in Magic Land（2013年8月3日公開） - 主演・操真晴人 / 仮面ライダーウィザード 役
  - 仮面ライダー×仮面ライダー 鎧武&ウィザード 天下分け目の戦国MOVIE大合戦（2013年12月14日公開） - 主演・操真晴人 / 仮面ライダーウィザード 役（佐野岳とW主演）
  - 平成ライダー対昭和ライダー 仮面ライダー大戦 feat.スーパー戦隊（2014年3月29日公開） - 操真晴人 / 仮面ライダーウィザード 役
  - 仮面ライダー平成ジェネレーションズ Dr.パックマン対エグゼイド&ゴーストwithレジェンドライダー（2016年12月10日公開） - 操真晴人 / 仮面ライダーウィザード 役[46]
- たとえば檸檬（2012年12月15日公開） - 若い警官 役[47]
- 劇場版 獣電戦隊キョウリュウジャー ガブリンチョ・オブ・ミュージック（2013年8月3日公開） - 友情出演
- ゆめのかよいじ（2013年12月14日公開） - 中島たかお 役
- トリハダ -劇場版2-（2014年9月2日公開） - 洋平 役
- 鏡の中の笑顔たち（2015年5月30日公開） - 主演・井上遼 役[48][49]
- ストレイヤーズ・クロニクル（2015年6月27日公開） - 亘 役[50]
- のぞきめ（2016年4月2日公開） - 津田信二 役[51]
- 彼岸島 デラックス（2016年10月15日公開） - 主演・宮本明 役[52]
- 東京喰種トーキョーグール（2017年7月29日公開） - 西尾錦 役[53]
  - 東京喰種トーキョーグール【S】（2019年7月19日公開） - 西尾錦 役[54][55][56]
- ホペイロの憂鬱（2018年1月13日公開） - 主演・坂上栄作 役[57][58]
- 母さんがどんなに僕を嫌いでも（2018年11月16日公開） - 大将 役[59]
- GANDABA strings of a broken harp（2020年1月23日ミャンマー公開） - Hiroshi 役[60]
- 燈火 風の盆（2020年9月公開） - 山本裕太 役[61]
- 1921（2021年7月1日中国公開） - 近藤栄蔵 役[62]
- 恋をするなら二度目が上等〜special edition〜（2024年12月13日公開） - 椙本恭介 役[63]

### オリジナルビデオ
- 喧嘩番長 フルスロットル（2009年） - 如月亮 役[64]
- T-DRAMA「秘密屋」（2014年） - 主演・井沢サトシ 役[65]

### 配信ドラマ
- 奇妙な恋の物語 -THE AMAZING LOVE STORY- Episode2「恋するエスパー」（2014年、UULA） - 健 役
- 私たちがプロポーズされないのには、101の理由があってだな シーズン2 第1話（2015年9月2日、LaLa TV） - 慶 役
- ラストキス（2015年10月16日・23日・30日、YouTube） - 冬紀 役
- グッドモーニング・コール（2016年2月12日配信 フジテレビオンデマンド、Netflix） - 主演・上原久志 役[66]
- グッドモーニング・コール our campus days（2017年9月22日配信 フジテレビオンデマンド、Netflix） - 主演・上原久志 役[67]
- 東京アリス（2017年8月 - 11月、Amazonプライム・ビデオ） - 小田桐瞬 役
- ラブシェアリング（2022年5月 - 6月、ひかりTV） - 有馬一哉 役

### 舞台
- 水木英昭プロデュースvol.12「蘇州夜曲」虎組公演（2011年7月、紀伊國屋ホール、作・演出：水木英昭） - 幹夫 役[68]
- 奇跡の人（2014年10月、天王洲 銀河劇場、梅田芸術劇場 シアター・ドラマシティ、演出：森新太郎） - ジェイムズ・ケラー 役[69]
- 方南ぐみ企画公演「あたっくNo.1」（2015年8月、CBGKシブゲキ‼︎、作・演出 樫田正剛） - 古瀬中尉 役[70]
- 手塚治虫 生誕90周年記念 原作：手塚治虫「ダスト8」より舞台「悪魔と天使」（2019年1月 - 3月、KAAT神奈川芸術劇場<ホール>、梅田芸術劇場メインホール、御園座、脚本・演出：モトイキシゲキ） - 精霊の天使キキモラ／岬慎吾 役 ※二役[71][72]
- TOMOIKEプロデュース第5回公演「伯父の魔法使い」（2020年1月、下北沢・本多劇場、作・演出：友池一彦） - 虹丘タカシ 役[73]
- 脳内ポイズンベリー（2020年3月、新国立劇場 中劇場、演出：佐藤祐市） - 越智宏彦 役 [74]
- 彩の国シェイクスピア・シリーズ第36弾「ジョン王」（2020年6月-7月、彩の国さいたま芸術劇場 大ホール、御園座、梅田芸術劇場 シアター・ドラマシティ、演出：吉田鋼太郎） - 皇太子ルイ 役[75]
- 朗読劇 「私の頭の中の消しゴム 12th Letter」（2021年5月、よみうり大手町ホール） - 浩介 役
- 夜は短し歩けよ乙女（2021年6月6日 - 22日、東京：新国立劇場中劇場 /  同月26 - 27日、大阪：クールジャパンパーク大阪 WWホール） - 学園祭事務局長 役
- 応天の門（2024年12月4日 - 22日、明治座） - 伴中庸 役[76]

### バラエティほか
- ヒルナンデス!（2011年4月 - 2012年3月、日本テレビ） - 金曜レギュラー
- リーガダイジェスト!（2013年8月 - 2014年5月、WOWOW） - WOWOW リーガ・エスパニョーラオフィシャルサポーター[10][77]
- みんなのニュース第1部 「みんなのニュース Hop!」（2016年4月6日 - 2016年6月29日、フジテレビ） - 水曜日Hopper [78]

### CM
- PlayStation Portable「予備校篇」（2008年）
- 日本生命保険 みらい創造物語「友人篇」（2012年）
- セブン&アイ・ホールディングス「セブン-イレブン 仮面ライダースタンプラリー」（2012年）
- プレミアムバンダイ「キャラデコスペシャルデー」（2013年）※声のみ
- ポケットモンスター ソード・シールド（2019年）

### ラジオ
- SOUNDS OF STORY〜ASADA JIRO LIBRARY〜　「風蕭蕭」（2014年9月6日、J-WAVE）[79]

### ミュージックビデオ
- 大島麻衣「愛ってナンダホー」（2010年）[80]
- 槇原敬之「LUNCH TIME WARS」（2011年）[81]

### ゲーム
- 仮面ライダーシリーズ（2012年 - 2018年、バンダイナムコエンターテインメント） - 仮面ライダーウィザード 役
  - 仮面ライダーバトル ガンバライド（2012年、アーケード）
  - 仮面ライダー 超クライマックスヒーローズ（2012年、Wii・PSP）
  - 仮面ライダー バトライド・ウォー（2013年、PlayStation 3）
  - 仮面ライダー バトライド・ウォーII（2014年、PlayStation 3・Wii U）
  - 仮面ライダーバトル ガンバライジング（2013年、アーケード）
  - 仮面ライダー トラベラーズ戦記（2013年、ニンテンドー3DS）
  - スーパーヒーロージェネレーション（2014年、PlayStation 3・PlayStation Vita）
  - ロストヒーローズ2（2015年2月5日、ニンテンドー3DS）
  - 仮面ライダー バトライド・ウォー 創生（2016年、PlayStation 4・PlayStation 3・PlayStation Vita）[82]
  - オール仮面ライダー ライダーレボリューション（2016年12月1日、3DS)
  - 仮面ライダー クライマックスファイターズ（2017年12月7日、PS4）
  - 仮面ライダー クライマックススクランブル ジオウ（2018年11月29日、Nintendo Switch）
  - 仮面ライダーバトル ガンバレジェンズ（2023年、アーケード）

### モデル
- mobus（2014年）

## 作品

### 映像作品
- 旅模様（2013年8月、ポニーキャニオン）

### 写真集
- 序章（2013年7月、主婦と生活社）ISBN 978-4391143904

### 雑誌連載
- JUNON（2011年2月 - 、主婦と生活社）

### WEB連載
- ブタコメ 〜舞台袖より愛をこめて（2011年4月 - 2014年11月、サンケイリビング） - 映画コラム連載

### 小説表紙
- 駅恋 Sweet blue（著：くらゆいあゆ、集英社ピンキー文庫）
  - -あの日聞いた、きみの嘘。-（2014年2月25日） - カバーモデル
  - -ずっと前から、きみが好き。-（2014年3月25日） - カバーモデル

### その他
- JUNON「白石隼也」ファースト・トレーディングカード（2014年1月）